# GSP Orizont
GSP Orizont — румунська самопідіймальна бурова установка.

## Загальні відомості
У межах програми пошуку родовищ на чорноморському шельфі Румунія організувала на верфі у дунайському Галаці (наразі Damen Shipyard Galati) спорудження бурових установок за придбаним в США проектом. Другою в цій серії стала установка Orizont, завершена будівництвом у 1982 році.
За своїм архітектурно-конструктивним типом судно відноситься до самопідіймальних (jack-up). Воно має чотири опори довжиною по 122 метра та може діяти в районах з глибинами до 91 метра. Роботи провадяться при максимальній висоті хвиль до 9 метрів та їх інтервалі у 12 секунд і швидкості вітра до 50 вузлів. Судно здатне витримувати шторм при максимальній висоті хвиль до 12 метрів та їх інтервалі у 10 секунд і швидкості вітра до 86 вузлів.
Розміщена на борту бурова установка Upetrom TFM-38E потужністю 3000 кінських сил дозволяє здійснювати спорудження свердловин глибиною 9,1 км. Первісно для проведення бурових робіт судно мало займати місце над устям свердловини (slot type). В 1999—2000 роках на верфі Lamprell у Об'єднаних Арабських Еміратах провели модернізацію із оснащенням Orizont кантилевером — виносною консоллю для бурового обладнання, яка дозволяє провадити роботи над існуючими нафтовими платформами.   
Після масштабної модернізації у 2010 році (коштувала 50 млн доларів США), силова установка Orizont базується на 5 двигунах Caterpillar 3512 загальною потужністю 6,2 МВт, крім того, існує один аварійний двигун Caterpillar C-18 DI-TA потужністю 0,43 МВт (до модернізації судно мало ліцензійні двигуни Sulzer — 3 12LDSR-28H по 1,5 МВт та 2 6LDSR-28H по 0,75 МВт).
Судно є несамохідним, тому пересування до місця виконання робіт повинне здійснюватись шляхом буксирування.
На борту може проживати 90 осіб (плюс два місця у медчастині).
Orizont має майданчик для гелікоптерів розмірами 24,4х24,4 метра, призначений для прийому машин типів Puma SA 330, Bell 212 — Bell 412.
Упродовж майже двох десятків років судно належало державній нафтовій компанії Petrom, яку в  2004-му приватизували і продали австрійській OMV. У 2005-му Petrom продала весь свій флот активних самопідіймальних бурових установок, і в тому числі Orizont, румунській компанії Grup Servicii Petroliere (GSP). Остання в 2008-му провела перейменування суден свого флоту, додавши до кожної назви початковий елемент «GSP», так що Orizont став носити назву GSP Orizont.

## Служба судна
З 1983 та до середини 1990-х установка працювала над проектами Petrom у румунському секторі Чорного моря та за цей час спорудила 11 свердловин довжиною від 2525 до 3470 метрів. Зокрема, саме проведене з Orizont оціночне буріння дозволило класифікувати структуру Лебада-Схід як родовище — перше офшорне родовище Румунії (на Лебада-Схід ще в 1980 році бурова установка Gloria отримала нафто- та газопрояви, які на початку не віднесли до промислових).
Далі Orizont пройшла ремонт вартістю 7 млн доларів США у Шарджі (Об'єднані Арабські Емірати), після чого її привели у Середземномор'я. Тут установка на замовлення ізраїльської компанії Nordan Oil&Gas спорудила 3 розвідувальні свердловини, зокрема, відомо про буріння у жовтні — грудні 1995-го свердловин Nordan-4 та Nordan-5 довжиною 1470 та 1500 метрів (втім, виявити якісь родовища вуглеводнів не вдалось).
Іншим завданням у Середземномор'ї стала робота в Мармуровому морі за контрактом з турецькою нафтогазовою компанією Türkiye Petrolleri Anonim Ortaklığı (TPAO). Тут в 1995—1996 роках в межах розробки газового родовища Кузей-Мармара з Orizont спорудили 5 видобувних свердловин: Кузей-Мармара-1/А глибиною 1277 метрів, а також виведені з тієї ж точки похилі свердловини Кузей-Мармара-3 (довжина 1845 метрів), Кузей-Мармара-4 (1803 метра), Кузей-Мармара-5 (1400 метрів) і Кузей-Мармара-6 (1495 метрів). Крім того, установка пробурила розвідувальну свердловину Yunus-1 довжиною 2275 метрів, проте вона виявилась «сухою».
В 1996-му Orizont привели у Перську затоку, де на замовлення компанії Total установка працювала над 5 свердловинами на іранському нафтовому родовищі Сіррі.
Наступним місцем роботи став бангладеський сектор Бенгальської затоки, в якому у 1997—1998 (за іншими даними — у 1996—1998) роках Orizont пробурила 8 свердловин довжиною від 3300 до 3560 метрів на замовлення ірландської компанії Cairn Energy (відомо, що остання в 1996-му відкрила наразі єдине офшорне родовище Бангладеш Сангу).
Після проходження модернізації Orizont повернулась до роботи в іранському секторі Перської затоки і в період з 2001 по 2004 роки пробурила 9 свердловин довжиною від 2400 до 4670 метрів для компанії Petroiran Development Company (PEDCO). В 2005—2006 роках Orizont спорудила 2 та перебурила 4 свердловини довжиною від 2860 до 4217 метрів за контрактом із зареєстрованою в ОАЕ компанією Oriental Oil, яка передала установку у суборенду тій же PEDCO. При цьому відомо, що у 2000-х роках Orizont працювала в Ірані на нафтових родовищах Салман, Foroozan та Ісфандіяр.
Станом на літо 2006-го у іранських водах перебували два суда GSP — Orizont та інша самопідіймальна установка Fortuna, при цьому вже кілька місяців як тягнулась суперечка з PEDCO, оскільки остання затримувала оплату отриманих робіт та одночасно не погоджувалась з їх припиненням. У другій половині серпня GSP змогла отримати в іранському суді дозвіл на передислокацію Fortuna та відбуксирувала її до емірату Шарджа. Після цього за викликом PEDCO на Orizont висадились з гелікоптера іранські поліцейські та узяли судно під контроль, але через якийсь час установка все-таки змогла полишити іранські води.
Втім, судно ще повернулось до іранського сектору затоки. Зокрема, відомо, що у 2009-му GSP Orizont працювало на нафтовому родовищі Хенгам.
Після проведення у 2010-му масштабної модернізації установка узялась за виконання багаторічного контракту з мексиканською нафтогазовою компанією PEMEX. Спеціалізоване судно для перевезення негабаритних вантажів Swan прийняло GSP Orizont в Шарджі та в середині червня 2011-го доправило її у Мексиканську затоку. В серпні установка почала роботи на своєму першому мексиканському родовищі Кантарелл, де його очікували завдання зі спрямованого буріння, освоєння, тестування та проведення капітального ремонту свердловин.
Як показують дані інформаційних систем, влітку 2021-го GSP Orizont все ще знаходилось у Мексиканській затоці (в районі за півсотні кілометрів на південний захід від Кампече).